# Șapîhî, Kozeleț
Șapîhî (în ucraineană Шапихи) este un sat în comuna Lemeși din raionul Kozeleț, regiunea Cernihiv, Ucraina.

## Demografie
Componența lingvistică a localității Șapîhî
     Ucraineană (100%)
Conform recensământului din 2001, toată populația localității Șapîhî era vorbitoare de ucraineană (100%).